# Ledovec

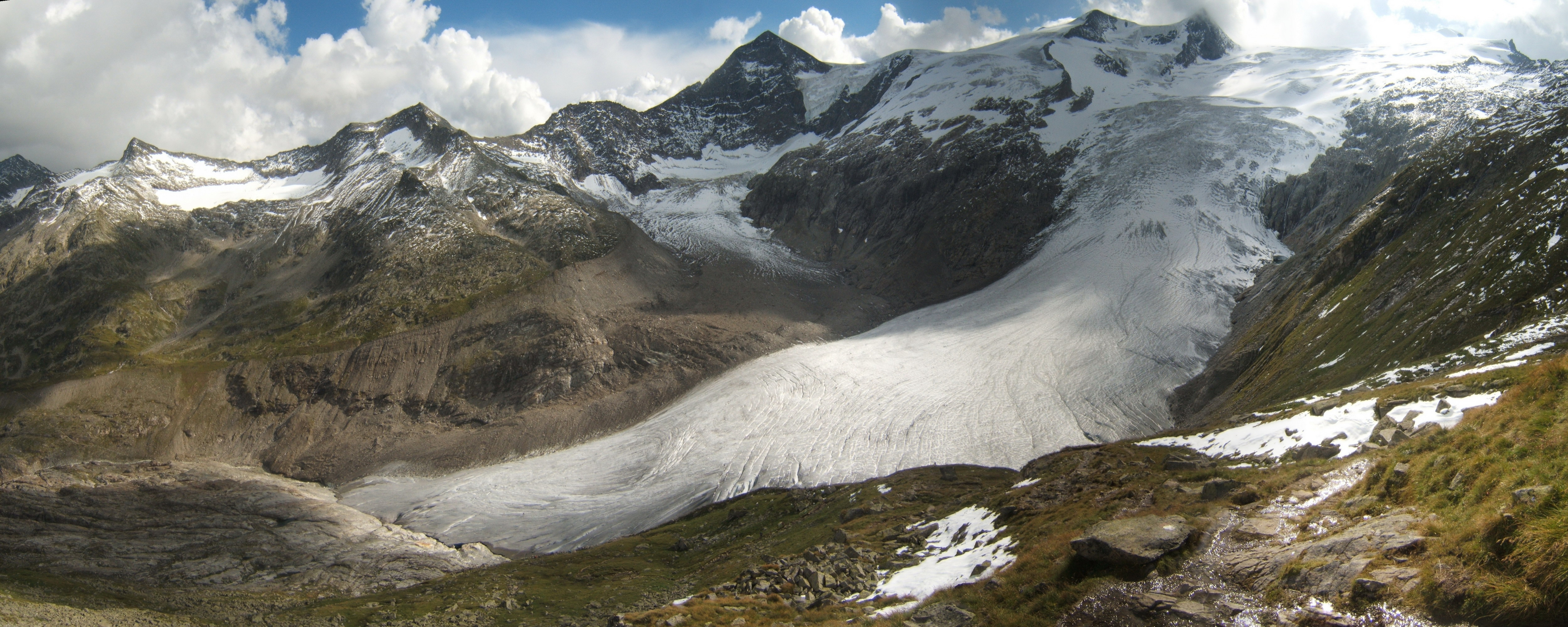
Pohled z Alte Prager Hütte na ledovec Schlatenkees a horu Großvenediger. Je zde patrná akumulační a ablační oblast

Ledovec je nehomogenní přírodní těleso tvořené ledem, omezené jen jinou horninou; led se v něm pohybuje vlivem zemské tíže podobně, jako voda v řece. Ledovce, které jsou částí kryosféry a hydrosféry, mají jazykovitý nebo bochníkovitý tvar. Jejich studiem se zabývá glaciologie a jistou částí také geokryologie. Vznikají hromaděním sněhu, který se pod vlivem okolí mění na firn, z firnu na firnový led a z firnového ledu na led ledovcový. Proces přeměny sněhu ve firn je nazýván firnovatění. To je způsobeno především táním a znovu zamrzáním pod vlivem tlaku vyšších vrstev, ale dochází k němu i se změnami teploty. Tento zdánlivě jednoduchý proces tání a mrznutí se odborně nazývá regelace. Tato vlastnost činí z ledovce plastické těleso schopné vyplňovat a modelovat reliéf Země. Ledovce se vyskytují na všech kontinentech s výjimkou Austrálie.
Zonální ledovce (kontinentální) mají svou extrazonální variantu v horských ledovcích (údolních).
Česká terminologie označuje slovem ledovec různá rozsahem a pohybem odlišná ledová tělesa. Například gigantické ledové příkrovy, které jsou pro svou rozlehlost označovány též jako pevninské ledovce, z nichž ve skutečnosti led odchází do oceánu mnoha ledovci a ledovcovými proudy. Nebo menší ledové čepice. V obecném jazyce se lze setkat i s označením icebergů takovým slovem („špička ledovce“).
Ledovec končící v moři může mít plovoucí konec nazývaný šelfový ledovec. Nejrozsáhlejší jsou dnes Rossův a Filchnera-Ronneové u břehů Antarktidy, oba větší než Německo.
Globální oteplování vede na celém světě k ústupu ledovců. Některé ledovce již zmizely zcela a očekává se, že rostoucí teploty způsobí neustálý ústup i většiny ostatních horských ledovců na světě. U více než 90 % ledovců zaznamenalo Světové středisko pro monitorování ledovců od roku 1995 jejich ústup.
Ledovcové čepičky existují na některých místech na Zemi (Transantarktické pohoří) nepřetržitě už nejméně 60 milionů let, tedy od doby nejstarších třetihor (paleogénu). Grónský ledovec roztál před 400 tisíci lety.

## Typy ledovců
Ledovce dělí česká geologie, geomorfologie a geografie do typů jako: karový, svahový, údolní, dendritický, malaspinský (úpatní, piedmontní):

Schéma údolního ledovce s vyznačenými oblastmi

- karový ledovec vyplňuje vysoko položené deprese – kary, karové terasy (vyživovací oblasti) – na údolních svazích a schází mu typický ledovcový jazyk, jeho tvar je odvislý především od tvaru karu a šířka obvykle převládá nad délkou. Ledovce tohoto typu se vyskytují především v Pyrenejích a v Alpách. Karový ledovec je přechodovým typem ke sněžníku.

- svahový ledovec (visutý), podobně jako karový ledovec, vyplňuje deprese na údolních svazích, ale má alespoň krátký splaz, který zůstává zavěšen na svahu. Ledovce tohoto typu se vyskytují také především v Pyrenejích a v Alpách. Někteří geomorfologové chápou pod pojmem svahový ledovec ledovce, které vznikají v mělkých depresích nebo na strukturních stupních na příkrých svazích a které se vyvinuly ze sněžníku v nivačních depresích anebo nivačních lištách.

- údolní ledovec vyplňuje vyšší části horských údolí, má dobře vyvinutou vyživovací oblast i ledovcový jazyk. Tento typ ledovce je nazýván také jako alpský typ, podle svého hojného zastoupení v Alpách. Občas jsou z tohoto typu vyděleny údolní ledovce plazového typu, které jsou podobné údolním ledovcům alpského typu, nejsou však živeny ledovci vznikajícími v karech, nýbrž ledovcovými čapkami na rozvodích.

- dendritický ledovec má více vyživovacích oblastí po obou stranách údolí, z obou údolních svahů splývají ledovcové jazyky, jež se spojují s hlavním ledovcem, tento typ je zastoupen zvláště ve vysokých asijských pohořích. Příkladem dendritického ledovce je Fedčenkův ledovec o délce 77 km a šířce 2–5 km, na nějž se z údolních ledovců napojuje 34 krátkých ledovcových splazů. V Evropě se tomuto typu blíží Aletschský ledovec v Bernských Alpách.

- malaspinský typ (podhorský, úpatní, piedmontní) ledovce se nachází v oblastech silného vývoje dendritických ledovců, které často přestupují přes sedla a rozvodní hřbety do sousedních údolí (ledovcová transfluace). Ledovce ze sousedních údolí se při výchozu z hor spojují v mohutný jednotný ledovcový krunýř. Malaspinský typ ledovce je pojmenován podle typové lokality Malaspinský ledovec, která se nachází na Aljašce, jeho plocha je kolem 5000 km².

### Další označení
- norský typ (plošný, fjeldový, patagonský, skandinávský) – jde doopravdy o ledovou čepici, vznikající na plochých temenech a vrcholech a náhorních plošinách. Ledové čepice mají vypouklý profil, a stékají přes okraj splazy po úbočích – Folgefonn, Jostedalsbreen, Svart Isen.

- radiální ledovec – doopravdy jde o ledové pole čili soustavu ledovců, útvar, který vzniká v místech, kde vlivem fyzickogeografických poměrů nejsou podmínky pro vznik ledové čepice (i v centru z ledu vyčnívají jiné horniny), a kde se od centrálního místa radiálně rozbíhají jednotlivé splazy.

- špicberský typ (svalbardský) ledového pole má charakteristická mohutná firnoviště, která přestupují široká horská sedla a průsmyky, místy vystupují holé horské hory (nunataky) a hřebeny.

## Stavba
Ledovce mají různý tvar, ale všechny ledovce mají akumulační oblast, ve které dochází ke hromadění sněhu, a ablační oblast, ve které dochází k odtávání ledovce. Obě oblasti jsou od sebe odděleny myšlenou čarou rovnováhy, nad níž dochází k akumulaci a pod niž dochází k ablaci. V některých oblastech, ve kterých nejsou podmínky pro odtávání (vyšší zeměpisné šířky), ledovce nezanikají táním, nýbrž jsou, například jako plovoucí ledovcové jazyky, rozlámány do icebergů a odnášeny na širé moře do nižších šířek, kde postupně tají.
Místo, kde ledovec vzniká se odborně nazývá kar neboli ledovcový kotel, následně sestupuje ledovcovým údolím tzv. trogem až k čelu ledovce, k místu, kde začíná odtávat, či se případně odlamovat (tzv. telení ledovců) do moře.

## Pohyb ledovců
Ledovce se většinou pohybují rychlostí od 3 do 300 metrů za rok, ale jejich rychlosti mohou dosáhnout 1 až 2 km za rok, pokud jsou k tomu vhodné podmínky jako příkrý svah či vysoká rychlost tvoření ledovce. Nicméně v Antarktidě a Grónsku existují i ledovce v údolích, které se pohybují rychlostí 7 až 12 km za rok. Na druhou stranu jsou známé ze Země ledovce, které se nepohybují vůbec, jelikož jsou v podstatě přimrznuty v podloží. V jejich případě pak nedochází k tání ledovců na bázi a hovoří se o tzv. studených ledovcích.
Za svou barvu vděčí led krystalové struktuře, která absorbuje všechny vlnové délky světla kromě té nejkratší (nejmodřejší). Modrý led je pevnější a obsahuje méně vzduchu než led bílý.
Rozhodující pro přežití ledovce je jeho hmotnostní bilance, rozdíl mezi akumulací a ablací (sublimací a tavením). Globální oteplování může způsobit kolísání teploty i sněžení, což může vést ke změnám v hmotnostní bilance.  Změny v hmotnostní bilanci řídí dlouhodobé chování ledovce a jsou nejcitlivějšími klimatickými ukazateli na ledovci.

## „Tvořivá“ síla ledovců

Schéma horského ledovce. Čísla 7–9 znázorňují morény.

Výskyt ledovců je doprovázen mnoha geomorfologickými tvary. Na tvořivou činnost ledovce má zásadní vliv teplota samotného ledovcového tělesa, jeho podkladu a okolí jeho povrchu (vzduchu a ostatních ploch). Teplota má vliv na výskyt vody v kapalném stavu a „viskozitu“ báze ledovce, kapalná voda je prvořadým modelačním faktorem a tekutost báze ledovce má přímý vliv na jeho rychlost.
Při vzniku glaciálních tvarů se uplatňuje destruktivní i akumulační činnost ledovcového tělesa. Destruktivní činností se rozumí zpětná, boční a hloubková eroze, které narušují horniny ve svém nejbližším okolí. K účinnosti ledovcové eroze přispívají především spodní morény, které svou účinnost dokazují vznikem hlubokých i mělkých ledovcových rýh.

## Erozní činnost ledovců
Ledovce jsou výrazným erozním činitelem, který vytváří charakteristické tvary reliéfu, na který přímo či nepřímo působil a který velmi snadno pomáhá identifikovat jeho působení. Velká tíha a tlak sestupující ledovcové masy vytváří typické ledovcové údolí tvaru U, které může ledovec vyhloubit až do několikasetmetrové hloubky.
Rozlišujeme několik základních druhů ledovcové eroze:
- brázdění (exarace) – postupující ledovec před sebou tlačí úlomky, které pod velikým tlakem ryjí podložní horninu, čímž zahlubují ledovcové údolí stále hlouběji do reliéfu a případně ho rozšiřují, čímž vzniká typický tvar písmene U. Díky rozdílné tvrdosti hornin a bočních ledovců může vzniknout zvláštní druh visutého údolí.
- odlamování (detrakce) – změny teplot mají za následek roztávání a následné zamrzání vody pod ledovcem, ta se částečně vsakuje do horniny, kde při zmrznutí zvětšuje svůj objem, což má za následek roztrhávání horniny. Hornina je pak unášena spolu s ledovcem a následným ohlazováním vznikají souvky.
- ohlazování (abraze) a obrušování (deterze) – části unášené ledovcem se postupně třou o jiné části, což se na tělesu projevuje jako typické rýhování a zahlazování. Stupeň ohlazení je závislý na tvrdosti obou hornin.

Při boční erozi se uplatňují boční morény.
Ovšem podobné projevy může mít obyčejná řeka, což může být problém při stanovení přítomnosti ledovce v minulosti.

## Významné světové ledovce
Ledovce obsahují 17 miliónů gigatun vody. Antarktický ledovec je největší na světě a jeho objem je 26,5 miliónů km3. Grónský ledovec má objem 2,85 miliónů km3. Zbylé ledovce mají objem 0,158 miliónů km3.
| Název               | Oblast                          | Délka (km) | Šířka (km) |
| ------------------- | ------------------------------- | ---------- | ---------- |
| Lambertův ledovec   | Australské antarktické území    | 402        | 64         |
| Petermanův ledovec  | Grónsko                         | 200        | 32         |
| Vatnajökull         | Island                          | 100        | 83         |
| Beardmoreův ledovec | Novozélandské antarktické území | 160        | 30         |
| Malaspina           | Aljaška                         | 65         | 45         |
| Hispar-Biafo        | Karákóram, Pákistán             | 120        | 3,2        |
| Hubbardův ledovec   | pohoří svatého Eliáše, Aljaška  | 114        | 3,75       |
| Humboldtův ledovec  | Grónsko                         | 114        | 95         |
| Koettlitzův ledovec | Novozélandské antarktické území | 85         | 13         |
| Aletschský ledovec  | Bernské Alpy                    | 26         | 3,2        |